# Albánia a 2008. évi nyári olimpiai játékokon
Albánia a kínai Pekingben megrendezett 2008. évi nyári olimpiai játékok egyik részt vevő nemzete volt. Az országot az olimpián 6 sportágban 11 sportoló képviselte, akik érmet nem szereztek.

## Atlétika
Férfi

| Versenyző      | Versenyszám   | Selejtező | Selejtező | Döntő    | Döntő    |
| Versenyző      | Versenyszám   | Eredmény  | Helyezés  | Eredmény | Helyezés |
| -------------- | ------------- | --------- | --------- | -------- | -------- |
| Dorian Çollaku | Kalapácsvetés | 70,98 m   | 28.       | kiesett  | kiesett  |

Női

| Versenyző      | Versenyszám | Előfutam | Előfutam | Előfutam | Elődöntő | Elődöntő | Elődöntő | Döntő   | Döntő    |
| Versenyző      | Versenyszám | Idő      | Hely.    | Össz.    | Idő      | Hely.    | Össz.    | Idő     | Helyezés |
| -------------- | ----------- | -------- | -------- | -------- | -------- | -------- | -------- | ------- | -------- |
| Klodiana Shala | 400 m       | 54,84    | 7.       | 46.      | kiesett  | kiesett  | kiesett  | kiesett | kiesett  |

## Birkózás

### Férfi
Kötöttfogású

| Versenyző | Versenyszám | Selejtező         | Nyolcaddöntő                              | Negyeddöntő                         | Elődöntő          | Vigaszág első kör | Vigaszág elődöntő                 | Bronz- mérkőzés   | Döntő             | Helyezés |
| Versenyző | Versenyszám | Ellenfél Eredmény | Ellenfél Eredmény                         | Ellenfél Eredmény                   | Ellenfél Eredmény | Ellenfél Eredmény | Ellenfél Eredmény                 | Ellenfél Eredmény | Ellenfél Eredmény | Helyezés |
| --------- | ----------- | ----------------- | ----------------------------------------- | ----------------------------------- | ----------------- | ----------------- | --------------------------------- | ----------------- | ----------------- | -------- |
| Elis Guri | 96 kg       |                   | Karam Gáber Ibráhím (EGY) · 2-4, 2-1, 1-1 | Mirko Englich (GER) · 1-1, 0-6, 1-1 |                   |                   | Han Thejong (KOR) · 1-1, 1-1, 1-3 | kiesett           |                   | 8.       |

Szabadfogású

| Versenyző      | Versenyszám | Selejtező         | Nyolcaddöntő                        | Negyeddöntő       | Elődöntő          | Vigaszág első kör | Vigaszág elődöntő | Bronz- mérkőzés   | Döntő             | Helyezés |
| Versenyző      | Versenyszám | Ellenfél Eredmény | Ellenfél Eredmény                   | Ellenfél Eredmény | Ellenfél Eredmény | Ellenfél Eredmény | Ellenfél Eredmény | Ellenfél Eredmény | Ellenfél Eredmény | Helyezés |
| -------------- | ----------- | ----------------- | ----------------------------------- | ----------------- | ----------------- | ----------------- | ----------------- | ----------------- | ----------------- | -------- |
| Sahit Prizreni | 60 kg       |                   | Bazar Bazargurujev (KGZ) · 0-1, 0-2 | kiesett           | kiesett           |                   |                   |                   |                   | 16.      |

## Cselgáncs
Férfi

| Versenyző      | Versenyszám | Selejtező         | 32-es főtábla               | Nyolcaddöntő      | Negyeddöntő       | Elődöntő          | Vigaszág első kör | Vigaszág negyeddöntő | Vigaszág elődöntő | Bronz- mérkőzés   | Döntő             | Helyezés |
| Versenyző      | Versenyszám | Ellenfél Eredmény | Ellenfél Eredmény           | Ellenfél Eredmény | Ellenfél Eredmény | Ellenfél Eredmény | Ellenfél Eredmény | Ellenfél Eredmény    | Ellenfél Eredmény | Ellenfél Eredmény | Ellenfél Eredmény | Helyezés |
| -------------- | ----------- | ----------------- | --------------------------- | ----------------- | ----------------- | ----------------- | ----------------- | -------------------- | ----------------- | ----------------- | ----------------- | -------- |
| Edmond Topalli | Váltósúly   |                   | João Neto (POR) · 0000-1001 | kiesett           | kiesett           | kiesett           |                   |                      |                   |                   |                   | 21.      |

## Sportlövészet
Női

| Versenyző     | Versenyszám   | Selejtező | Selejtező | Döntő   | Döntő    |
| Versenyző     | Versenyszám   | Pont      | Helyezés  | Pont    | Helyezés |
| ------------- | ------------- | --------- | --------- | ------- | -------- |
| Lindita Kodra | Légpisztoly   | 370       | 40.       | kiesett | kiesett  |
| Lindita Kodra | Sportpisztoly | 570       | 35.       | kiesett | kiesett  |

## Súlyemelés
Férfi

| Versenyző      | Versenyszám | Szakítás                 | Szakítás                 | Lökés    | Lökés    | Összesen | Helyezés |
| Versenyző      | Versenyszám | Eredmény                 | Helyezés                 | Eredmény | Helyezés | Összesen | Helyezés |
| -------------- | ----------- | ------------------------ | ------------------------ | -------- | -------- | -------- | -------- |
| Gert Trasha    | 69 kg       | érvényes kísérlet nélkül | érvényes kísérlet nélkül | kiesett  | kiesett  | kiesett  | kiesett  |
| Erkand Qerimaj | 77 kg       | 154,0                    | 12.                      | 187,0    | 13.      | 341,0    | 13.      |

Női

| Versenyző    | Versenyszám | Szakítás | Szakítás | Lökés    | Lökés    | Összesen | Helyezés |
| Versenyző    | Versenyszám | Eredmény | Helyezés | Eredmény | Helyezés | Összesen | Helyezés |
| ------------ | ----------- | -------- | -------- | -------- | -------- | -------- | -------- |
| Romela Begaj | 58 kg       | 98,0     | 3.       | 118,0    | 7.       | 216,     | 6.       |

## Úszás
Férfi

| Versenyző   | Versenyszám | Előfutam | Előfutam | Előfutam | Elődöntő | Elődöntő | Elődöntő | Döntő   | Döntő    |
| Versenyző   | Versenyszám | Idő      | Hely.    | Össz.    | Idő      | Hely.    | Össz.    | Idő     | Helyezés |
| ----------- | ----------- | -------- | -------- | -------- | -------- | -------- | -------- | ------- | -------- |
| Sidni Hoxha | 50 m gyors  | 24,56    | 2.       | 63.      | kiesett  | kiesett  | kiesett  | kiesett | kiesett  |

Női

| Versenyző    | Versenyszám | Előfutam | Előfutam | Előfutam | Elődöntő | Elődöntő | Elődöntő | Döntő   | Döntő    |
| Versenyző    | Versenyszám | Idő      | Hely.    | Össz.    | Idő      | Hely.    | Össz.    | Idő     | Helyezés |
| ------------ | ----------- | -------- | -------- | -------- | -------- | -------- | -------- | ------- | -------- |
| Rovena Marku | 50 m gyors  | 28,15    | 5.       | 58.*     | kiesett  | kiesett  | kiesett  | kiesett | kiesett  |

* - egy másik versenyzővel azonos időt ért el